# Pavel Bělobrádek
Pavel Bělobrádek (* 25. prosince 1976 Náchod) je český politik, v letech 2010 až 2019 předseda a od října 2024 první místopředseda KDU-ČSL, od ledna 2014 do prosince 2017 místopředseda Sobotkovy vlády pro vědu a výzkum. V říjnu 2013 se mu podařilo KDU-ČSL přivést zpátky do Poslanecké sněmovny Parlamentu ČR, a stal se tak poslancem a později i na krátko předsedou Poslaneckého klubu KDU-ČSL a místopředsedou Poslanecké sněmovny.
Pavel Bělobrádek už nebude obhajovat funkci poslance Poslanecké sněmovny ČR.

## Životopis
V letech 1995–2001 vystudoval veterinární hygienu a ekologii na Fakultě veterinární hygieny a ekologie Veterinární a farmaceutické univerzity Brno. Mezi roky 2004 a 2008 si na téže škole doplnil ještě doktorandské vzdělání. Roku 2003 získal atestaci I. stupně u Státní veterinární správy České republiky a roku 2010 na CEVRO Institutu vystudoval Liberálně-konzervativní akademii (základy ekonomie, politologie, práva, mezinárodních vztahů, politický marketing a veřejnou prezentaci). Následně vystudoval v letech 2011–2013 Postgraduální MPA program – Bezpečnostní a krizový management.
Od roku 2001 pracoval na Krajské veterinární správě pro Královéhradecký kraj, kde až do roku 2009 působil na pozici veterinárního inspektora. Toho roku se stal krajským tajemníkem KDU-ČSL v Pardubickém kraji. Do strany vstoupil roku 2004 v Náchodě a od té doby ve straně zastával několik funkcí (člen krajského výboru, předseda okresního výboru, člen předsednictva krajského výboru atd.).
Roku 2010 byl zvolen zastupitelem města Náchoda, v komunálních volbách v letech 2014 a 2018 funkci obhájil. V komunálních volbách v roce 2022 kandidoval do zastupitelstva Náchoda z 20. místa kandidátky KDU-ČSL. Vlivem preferenčních hlasů skončil čtvrtý, mandát zastupitele však neobhájil (stal se 2. náhradníkem).
Dne 20. listopadu 2010 na mimořádném sjezdu KDU-ČSL, konaném ve Žďáru nad Sázavou, byl zvolen do funkce předsedy strany, která byla neobsazena od rezignace Cyrila Svobody dne 29. května 2010, a převzal tak vedení strany od dosavadní 1. místopředsedkyně Michaely Šojdrové. Ve volbě získal podporu 280 ze 425 hlasujících, tedy výrazně více než Michaela Šojdrová (84 hlasů), Ludvík Hovorka (41 hlasů) i Jaroslav Orel (20 hlasů). V diskusi před volbou uvedl, že má roztroušenou sklerózu, ale jeho stav je už deset let stabilizovaný. Několik měsíců předtím, týden po neúspěšných sněmovních volbách, k aktuální situaci lidovců při shromáždění na Hostýně prohlásil: „Teď už nejsme bratři a sestry, jsme pozůstalí.“
Předsedou strany byl opět zvolen dne 8. června 2013 na sjezdu v Olomouci. Získal 244 hlasů z 272 možných. Byl jediným kandidátem, protože Zuzana Roithová nepřijala navrženou kandidaturu s tím, že se sice bude ráda podílet na vstupu strany zpět do Poslanecké sněmovny, ale nikoliv jako předsedkyně.
Ve volbách do Poslanecké sněmovny PČR v roce 2013 kandidoval v Královéhradeckém kraji jako lídr KDU-ČSL.. Strana, která se po volbách v roce 2010 do sněmovny nedostala, se do ní pod jeho vedením vrátila se ziskem 6,78 % hlasů, tj. 14 mandátů. Na konci října 2013 byl jednomyslně zvolen předsedou Poslaneckého klubu KDU-ČSL. Dne 27. listopadu 2013 byl zvolen místopředsedou Poslanecké sněmovny, když získal v tajné volbě 133 hlasů. Následně se na začátku prosince vzdal místa předsedy poslaneckého klubu strany, kde jej nahradil Marian Jurečka.
V lednu 2014 se stal kandidátem KDU-ČSL na post vicepremiéra pro vědu, výzkum a inovace ve vládě Bohuslava Sobotky. Dne 29. ledna 2014 byl do této funkce jmenován. Vzhledem ke své účasti ve vládě musel rezignovat na post místopředsedy Poslanecké sněmovny PČR.
V květnu 2015 byl na sjezdu ve Zlíně potřetí zvolen předsedou KDU-ČSL, dostal 251 z 275 hlasů (tj. 91 %). V krajských volbách v roce 2016 se mu podařilo z pozice člena KDU-ČSL obhájit mandát zastupitele Královéhradeckého kraje, když kandidoval za subjekt Koalice pro Královéhradecký kraj (tj. KDU-ČSL, VPM a HDK).
Dne 27. května 2017 uspěl na sjezdu KDU-ČSL jeho návrh koalice s hnutím STAN. Na témže sjezdu ho ve volbě předsedy vyzval bývalý předseda Jiří Čunek. Bělobrádek v této volbě získal 84 % hlasů a stal se tak již počtvrté předsedou.
Ve volbách do Poslanecké sněmovny PČR v roce 2017 byl lídrem KDU-ČSL v Královéhradeckém kraji. Získal 3 757 preferenčních hlasů a obhájil tak mandát poslance. Ve funkci místopředsedy vlády a předseda Rady pro výzkum, vývoj a inovace setrval do 13. prosince 2017.
Dne 1. února 2018 oznámil svůj záměr kandidovat za KDU-ČSL ve volbách do Senátu PČR na podzim 2018 v obvodu č. 47 – Náchod. Se ziskem 26,62 % hlasů vyhrál první kolo voleb a ve druhém kole se utkal s občanským demokratem Martinem Červíčkem, se kterým však prohrál poměrem hlasů 43,53 % : 56,46 %. Zároveň ohlásil, že na sjezdu KDU-ČSL v březnu 2019 už nebude obhajovat post předsedy strany. Jeho nástupcem se stal Marek Výborný.
Od roku 2012 je také častým hostem TV Noe. V krajských volbách v roce 2020 byl lídrem Koalice pro Královéhradecký kraj, tj. společné kandidátky KDU-ČSL, VPM a hnutí Nestraníci v Královéhradeckém kraji. Mandát krajského zastupitele se mu podařilo obhájit. Dne 2. listopadu 2020 se navíc stal 2. náměstkem hejtmana Královéhradeckého kraje pro životní prostředí a zemědělství.
Ve volbách do Poslanecké sněmovny PČR v roce 2021 kandidoval z pozice člena KDU-ČSL na 2. místě kandidátky koalice SPOLU (tj. ODS, KDU-ČSL a TOP 09) v Královéhradeckém kraji. Získal 10 691 preferenčních hlasů a byl opět zvolen poslancem.
V krajských volbách v roce 2024 obhájil z pozice člena KDU-ČSL post zastupitele Královéhradeckého kraje, a to na kandidátce uskupení „SILNÍ LÍDŘI pro kraj – ODS, KDU-ČSL a VÝCHODOČEŠI“. Na začátku listopadu 2024 však skončil ve funkci 2. náměstka hejtmana.
Na sjezdu KDU-ČSL v říjnu 2024 kandidoval na funkci prvního místopředsedy strany poté, co do funkce nebyl ani v opakované volbě zvolen ministr životního prostředí ČR a dosavadní řadový místopředseda strany Petr Hladík. V následné volbě byl Bělobrádek zvolen, když poměrem hlasů 197 : 77, porazil Václava Pláteníka.
Ve volbách do Poslanecké sněmovny PČR na podzim 2025 již kandidovat nechce.

## Politické postoje
V březnu 2016 vyzval ruskou vládu k propuštění zajaté ukrajinské pilotky Nadi Savčenkové.
V říjnu 2016 se sešel s tibetským duchovním vůdcem dalajlámou.
V dubnu 2017 vyvolal negativní reakce poté, kdy v rozhovoru pro server E15 uvedl: „Musíme si však také nalít čistého vína – rozpad rodin je z velké části dán i tím, že je tu poměrně robustní sociální systém.” Na poznámku redaktorky, že samoživitelky jsou jedna z nejvíc chudobou ohrožených skupin odpověděl: „No tak si musí najít jiného chlapa.” Bělobrádek se za své výroky, které vyvolaly silnou kritiku, později omluvil.
V srpnu 2017 komentoval příspěvek uživatelky na sociální síti Facebook slovy, které zemřel pes: „Neumřel. Umírají pouze lidé. Zvířata uhynou, pojdou, chcípnou (u nich to nemá vulgární podtext), padnou, zhasnou, jsou zabita, poražena... Dávat zvířatům lidské vlastnosti a používat u nich lidské výrazy (umírat, jídlo, jíst, kakat atd.) je modernistické, levicové a liberální a hodí se k městské eko-etno-bio vychrtlině s korálky na krku, náušnicemi v nose, pupku a obočí, s plandající sukní (lunty) a pijící čaje z misky.” Autorka, která sama sebe považuje za věřící, vlnu reakcí nečekala. Vyjádření k tématu poskytl i Miroslav Kalousek z TOP 09, který se proti formulaci Bělohrádka vymezil.
V roce 2016 při hlasování vlády o přijetí Úmluvy Rady Evropy o prevenci a potírání násilí vůči ženám a domácího násilí tzv. Istanbulské úmluvy, spolu s tehdejším ministrem zemědělství za KDU-ČSL Marianem Jurečkou, hlasoval proti. Svůj odmítavý postoj odůvodnil tím, že vše co úmluva ošetřuje je již v ČR v zásadě ošetřeno, zároveň však dodal, že si nenechá vnucovat genderovou ideologii a že není žádné třetí pohlaví. Vůči Bělobrádkovým výrokům se ohradila ministryně práce a sociálních věcí Michaela Marksová, která připomněla, že text úmluvy třetí pohlaví vůbec nezmiňuje.
V březnu 2019 podpořil setrvání členství maďarské strany Fidesz vedené Viktorem Orbánem v Evropské lidové straně. „Byl jsem proti vyloučení. Na jednu stranu je třeba Fidesz jasně upozornit, že jsou hranice, které nemá překračovat, zároveň však nesmíme pana Orbána nahnat do skupiny s polskou PiS či dokonce s extrémisty nebo eurofoby,“ uvedl. V březnu 2021 přesto došlo k odchodu poslanců Fidesz z frakce krátce poté, co klub zjednodušil pravidla pro vyloučení členů.
V červnu 2024 v rozhovoru pro CNN Prima News, Bělobrádek uvedl, že by zavedl vyšší daně s tím, že by udělil slevu rodinám s více dětmi. Bezdětní by pak podle něj, měli možnost děti adoptovat. Také navrhl zavést pro nízkopříjmové rodiny příspěvek na kroužky. Podobně se vyjádřil již dříve v roce 2013, kdy bezdětné označil za černé pasažéry důchodového systému.

## Osobní život
Pavel Bělobrádek je ženatý, s manželkou Janou se oženil v roce 2011. Mají syna Josefa (* 2012) a dcery Anežku (* 2014) a Marii (* 2016). Bělobrádek otevřeně mluví o svém onemocnění roztroušenou sklerózou, které mu bylo diagnostikováno v roce 2001.